# Dulcênio Fontes de Matos
Dulcênio Fontes de Matos (* 19. Oktober 1958 in Lagarto, Sergipe) ist ein brasilianischer Geistlicher und römisch-katholischer Bischof von Campina Grande.

## Leben
Dulcênio Fontes de Matos empfing am 14. Dezember 1985 die Priesterweihe.
Papst Johannes Paul II. ernannte ihn am 18. April 2001 zum Weihbischof in Aracaju und Titularbischof von Cozyla. Der Bischof von Estância, Hildebrando Mendes Costa, spendete ihm am 16. Juni desselben Jahres die Bischofsweihe; Mitkonsekratoren waren José Palmeira Lessa, Erzbischof von Aracaju, und Mário Rino Sivieri, Bischof von Propriá. Als Wahlspruch wählte er Pro Mundi Vita.
Papst Benedikt XVI. ernannte ihn am 12. Juli 2006 zum Bischof von Palmeira dos Índios. Am 11. Oktober 2017 ernannte ihn Papst Franziskus zum Bischof von Campina Grande. Die Amtseinführung fand am 2. Dezember desselben Jahres statt.